# Езівере
Е́зівере (ест. Esivere küla) — село в Естонії, у волості Ганіла повіту Ляенемаа.

## Населення
Чисельність населення на 31 грудня 2011 року становила 22 особи.